# جواهر الأسرار
جواهر الأسرار الإلهية هي رسالة عربية مطولة كتبها بهاءالله، مؤسس الدين البهائي. وقد كُتبت هذه اللوحة (كما تُسمى أعمال بهاء الله غالبًا) أثناء وجوده في بغداد (1853-1863) باللغة العربية، ونُشرت باللغة الإنجليزية في عام 2002.

## خلفية
وقد كتب هذا العمل ردًا على سؤال من السيد يوسف سيدي أصفهاني، وهو زعيم ديني للشيعة في النجف، الذي سأل سؤالًا عن كيفية "تحول" المهدي الموعود (أي: عودة الموعود في هيئة بشرية مختلفة) إلى علي محمد (الباب). لقد كُتب العمل في نفس اليوم الذي أُستلم به السؤال سُلم من خلال وسيط.
وفقًا لتجميع نُشر عام 2000 من قبل باحثين في معهد ويلميت، فإن السيد يوسف سيدي أصفهاني، الذي كان يقيم في كربلاء عندما كُتبت اللوحة، تعرف على ألوهية بهاءالله بعد قراءة اللوحة. وعندما التقى بهاءالله لاحقًا، أصبح بابيًا. رفضه أصدقاؤه لأنه أصبح بابيًا ولم يعد بإمكانه البقاء في منزلهم.

## محتويات

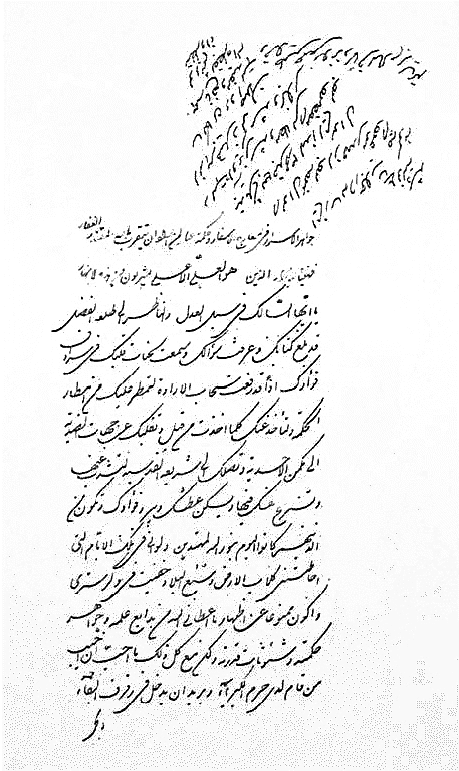
الصفحة الأولى من كتاب جواهر الأسرار، مع ملاحظة إضافية بخط يد حضرة بهاءالله

يذكر بهاء الله نفسه أنه اغتنم "الفرصة التي أتاحها" السؤال "للتوسع في عدد من المواضيع". يتضمن مقدمة الترجمة الإنجليزية المنشورة بعض هذه المواضيع، ومنها: "رفض أنبياء الماضي"، و"خطر القراءة الحرفية للكتاب المقدس"، و"معنى علامات وبشائر الكتاب المقدس المتعلقة بقدوم المظهر الجديد"، و"استمرارية الوحي الإلهي"، و"تلميحات إعلان بهاء الله الوشيك"، وأهمية أو معاني مصطلحات مثل "يوم القيامة" و"القيامة".
يمكن العثور على مواضيع مماثلة لتلك المقدمة في جواهر الأسرار الإلهية في الوديان السبعة وفي كتاب الإيقان.

## ترجمة
أعلن الجهاز الحاكم للمجتمع البهائي العالمي، بيت العدل الأعظم، في أبريل 2001، كجزء من خطته الخمسية الجارية، أن مركز دراسة النصوص - في المركز البهائي العالمي - "سيركز على الترجمات إلى اللغة الإنجليزية من النصوص المقدسة". وكان نشر جواهر الأسرار الإلهية أحد المشاريع التي نُفذت تحقيقًا لتلك الخطة الخمسية.

## قراءة إضافية
- Hatcher, J.S. (1997). The Ocean of His Words: A Reader's Guide to the Art of Baháʼu'lláh. Wilmette, Illinois, USA: Baháʼí Publishing Trust. ISBN:0-87743-259-7.
- Saiedi، Nader (2000). Logos and Civilization - Spirit, History, and Order in the Writings of Baháʼu'lláh. USA: University Press of Maryland and Association for Baha'i Studies. ص. 62–66. ISBN:1883053609. OL:8685020M.
- Taherzadeh، A. (1976). The Revelation of Baháʼu'lláh, Volume 1: Baghdad 1853-63. Oxford, UK: George Ronald. ISBN:0-85398-270-8. مؤرشف من الأصل في 2018-02-05. اطلع عليه بتاريخ 2017-07-25.

## روابط خارجية
- خدمة أخبار البهائيين العالمية: صدور مجلد جديد من الكتابات البهائية المقدسة
- مجموعة جواهر الأسرار الإلهية